# Museo de Ciencias Naturales de Houston
El Museo de Ciencias Naturales de Houston (en inglés: Houston Museum of Natural Science, abreviado como HMNS) es un museo de historia natural de Estados Unidos, ubicado en el límite norte de Hermann Park en Houston, Texas. El museo fue establecido en 1909 por la «Houston Museum and Scientific Society» (Museo y la Sociedad Científica de Houston), una organización cuyos objetivos eran proporcionar una institución gratuita para la gente de Houston centrada en la educación y la ciencia.
El complejo del museo consta de una instalación central con cuatro plantas destinadas a salas de ciencias naturales y a exposiciones, el Planetario Burke Baker, el Centro de Mariposas Cockrell y el Teatro de Pantalla Gigante de Wortham (anteriormente conocido como Teatro IMAX de Wortham). El museo es uno de los más populares en los Estados Unidos y por asistencia entre museos no-Smithsonian, se ubica justo debajo del Museo Americano de Historia Natural y el Museo Metropolitano de Arte de la Ciudad de Nueva York y el M. H. de Young Memorial Museum en San Francisco. Gran parte de la popularidad del museo se atribuye a su gran número de exposiciones especiales o invitadas. La asistencia al museo totaliza más de dos millones de visitantes anuales (2 295 000  en 2017), situándose entre los diez museos de ciencias más visitados del mundo y entre los 50 de cualquier género.

## Historia

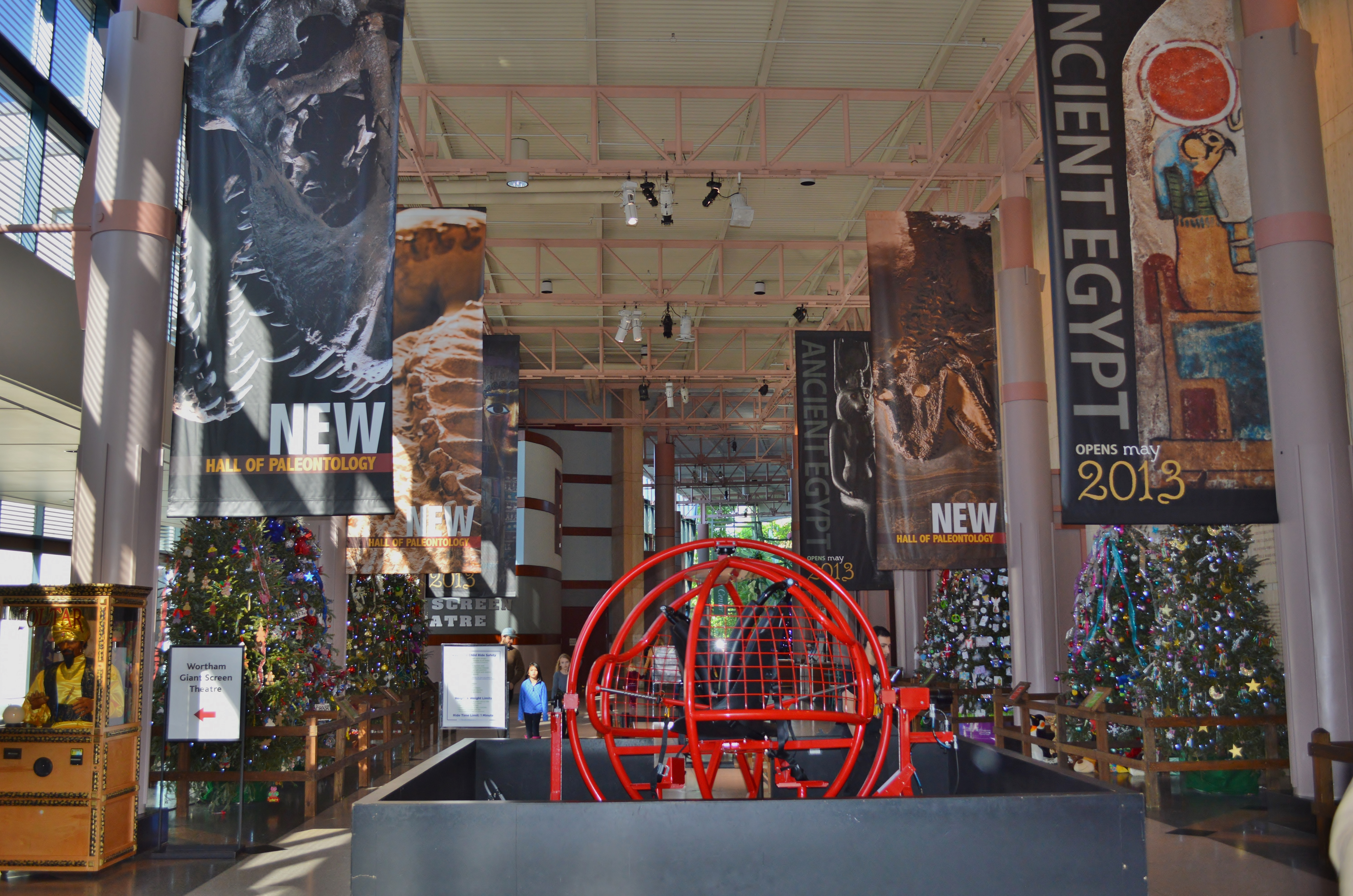
Gran entrada del museo

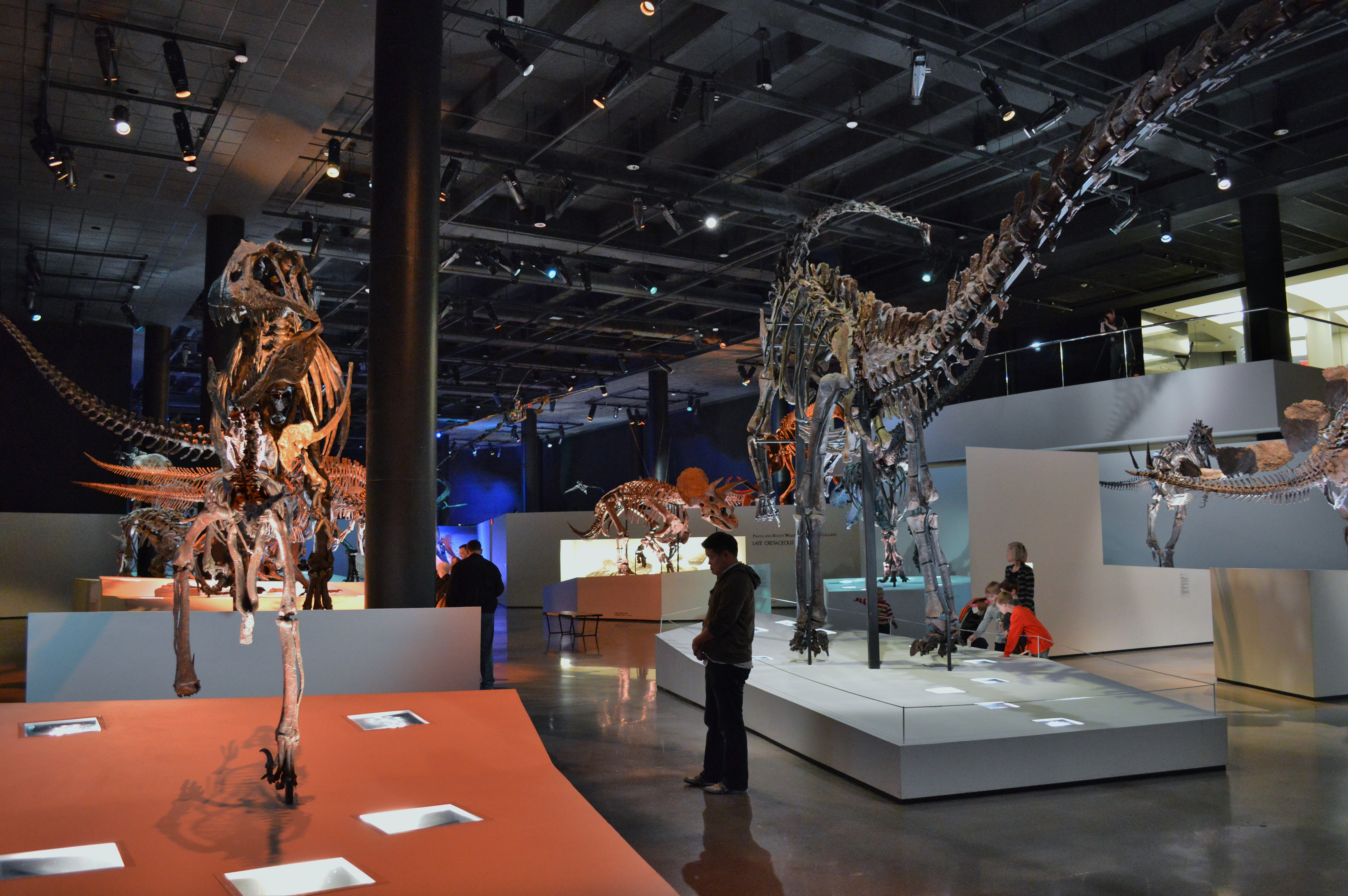
Morian Hall de Paleontología

La organización inicial del museo se llamó «Houston Museum and Scientific Society, Inc.», y se creó en 1909. La colección principal del museo fue adquirida entre 1914 y 1930 e incluyó la compra de una colección de historia natural reunida por Henry Philemon Attwater y una donación del coleccionista John Milsaps, el último de los cuales formó el núcleo de la colección de gemas y minerales del museo. Primero alojado en el auditorio de la ciudad de Houston, la colección se alojó posteriormente en la Biblioteca Central durante siete años, y luego en un sitio en el Houston Zoo en 1929. Los programas educativos de amplio alcance del museo comenzaron en 1947 y, en su segundo año, recibieron a 12000 niños.
El museo pasó a llamarse oficialmente Museo de Ciencias Naturales de Houston (Houston Museum of Natural Science) en 1960. La construcción de las instalaciones actuales en el Hermann Park comenzó en 1964 y se completó en 1969.
En la década de los años 1980, las exposiciones permanentes del museo incluían una exposición de dinosaurios, un museo espacial y exposiciones sobre geología, biología, ciencia del petróleo, tecnología y geografía. En 1988, el Challenger Learning Center se abrió en memoria de los tripulantes del transbordador espacial Challenger que fallecieron durante la décima misión del transbordador. El objetivo del centro es enseñar a los visitantes acerca de la exploración del espacio. El Teatro Wortham IMAX y el Observatorio George, fuera del sitio, se inauguraron en 1989.
La asistencia al museo fue de más de un millón de visitantes en 1990. Los fideicomisarios de HMNS determinaron que se necesitaban nuevas instalaciones con tecnología de punta, espacio adicional y renovaciones de las exposiciones mostradas debido a la mayor asistencia. Entre 1991 y 1994, se renovaron varias salas de exposición y se completó la expansión del Sterling Hall of Research. El Cockrell Butterfly Center y el Brown Hall de Entomología abrieron en julio de 1994.
En marzo de 2007, el museo abrió la Woodlands X-ploration Station, ubicada en el centro comercial Woodlands. En la instalación había una excavación interactiva, donde los niños podían excavar un Triceretops simulado, una variedad de exposiciones vivas, fósiles y minerales.

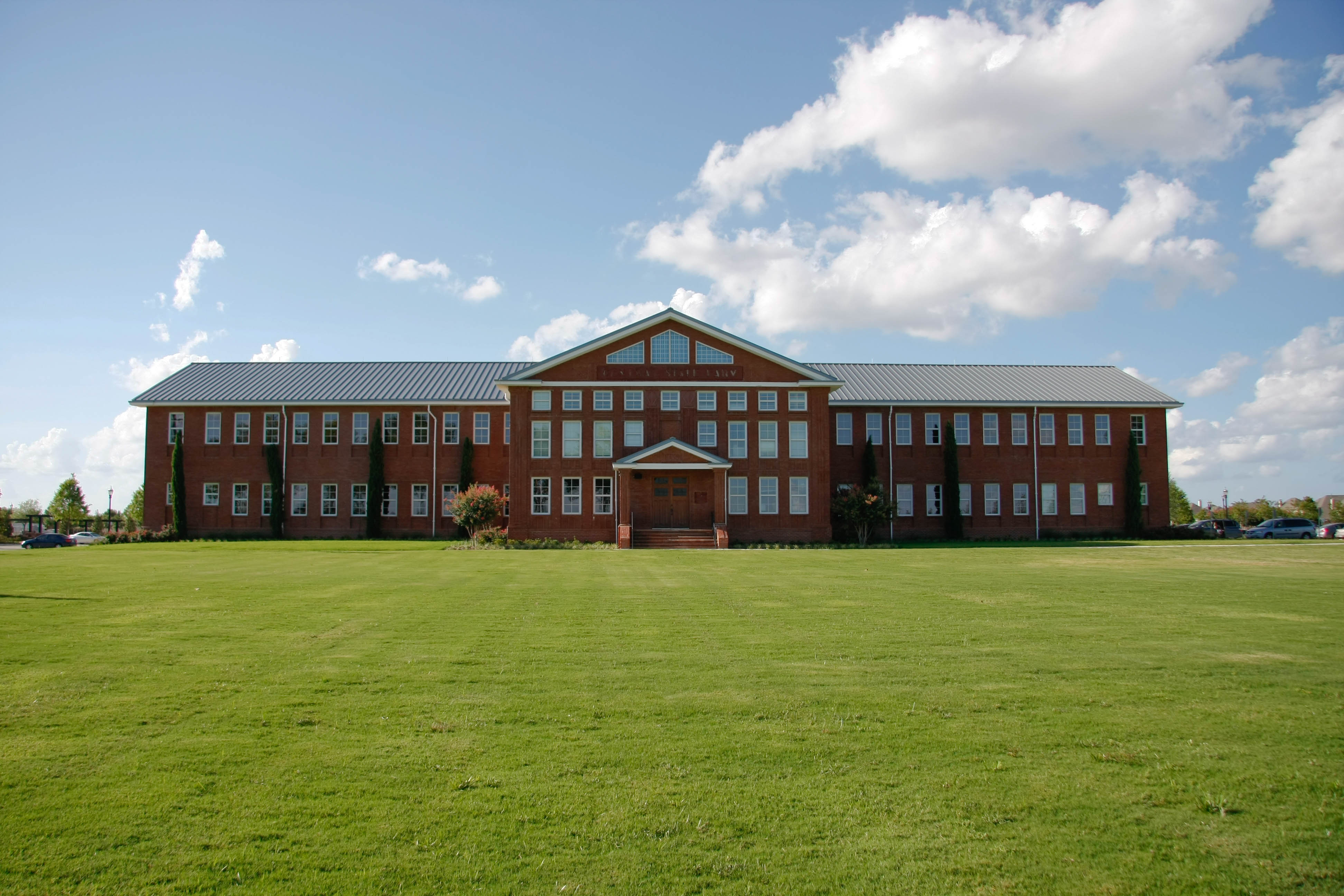
El museo satélite del HMNS en Sugar Land en Telfair, Sugar Land (Texas)

La ubicación de Woodlands se cerró el 7 de septiembre de 2009, menos de un mes antes de que el HMNS abriera un museo satélite en Sugar Land, Texas. El HMNS celebró su centenario en 2009. Durante ese año, el museo ofreció una multitud de programas familiares, conferencias, eventos gratuitos y clases para niños como parte de la celebración "Fun Hundred".
El 3 de octubre de 2009, el HMNS abrió su museo satélite en Telfair, Sugar Land. El edificio y las tierras circundantes que se convirtieron en el HMNS en Sugar Land habían sido parte de la Central Unit, una prisión del Departamento de Justicia Criminal de Texas que llevaba desocupada varias décadas.
En marzo de 2012, el Teatro Wortham IMAX se convirtió de película de 70 mm a digital en 3D y pasó a llamarse Wortham Giant Screen Theatre (Teatro de pantalla gigante de Wortham).
En junio de 2012, el HMNS abrió una nueva ala de 230,000 pies cuadrados para albergar su sala de paleontología, más del doble del tamaño del museo original. El paleoartista, Julius Csotonyi, creó catorce murales basados estrechamente en dibujos conceptuales del Curador de Paleontología del HMNS, Robert Bakker, para la nueva sala de paleontología. La Morian Hall de Paleontología contiene más de 60 monturas de esqueletos grandes, incluyendo cuatro Tyrannosaurus rex y tres grandes Quetzalcoatlus.

## Exposiciones permanentes

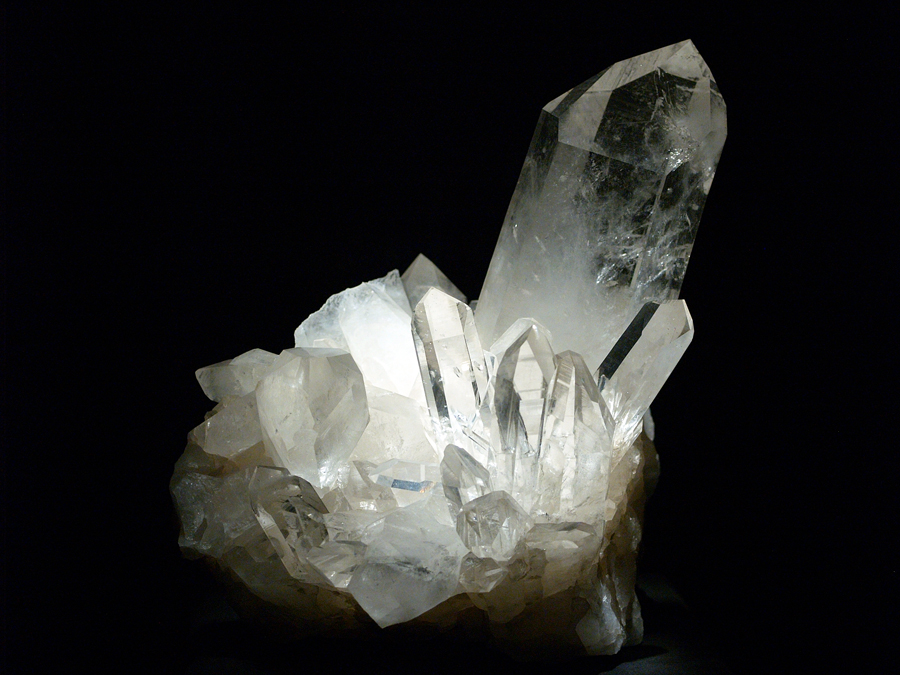
Cristal de cuarzo de Hot Springs, Arkansas, en exposición.

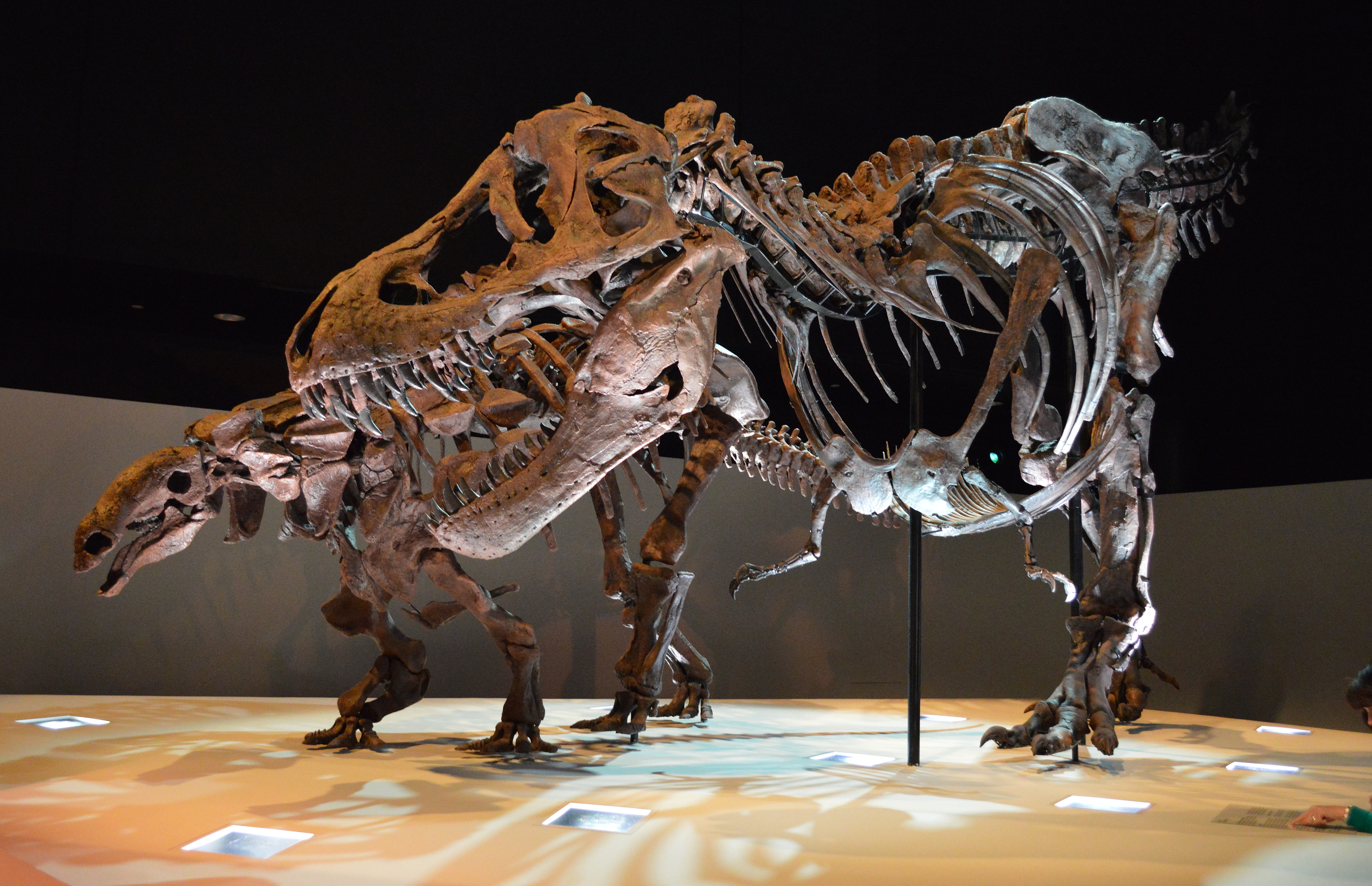
Edmontonia y el espécimen "Wyrex" Tyrannosaurus, expuestos en el Morian Hall de Paleontología.

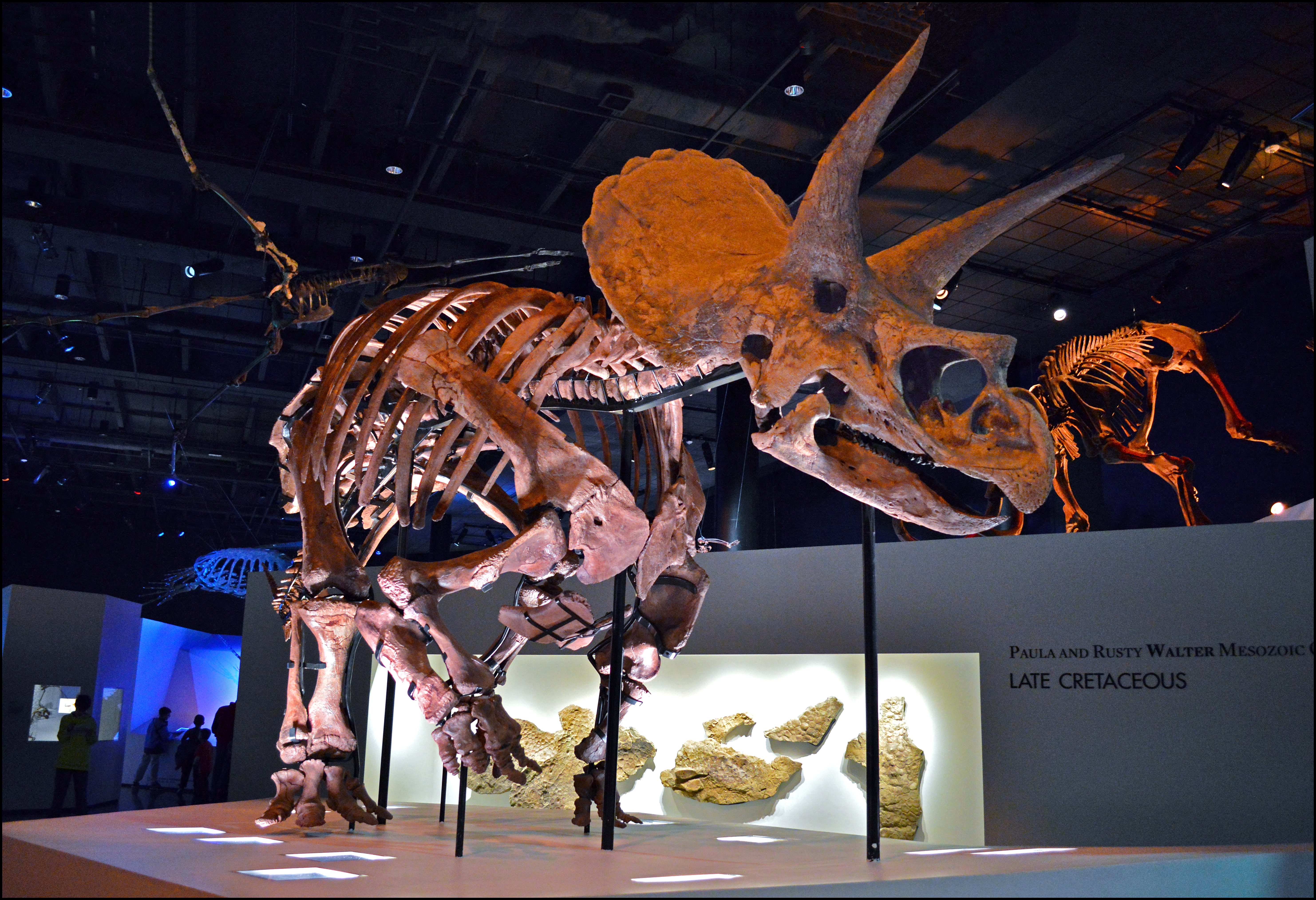
Esqueleto de Triceratops en el Houston Museumen una postura controvertida para correr

El museo tiene las siguientes exposiciones permanentes:
- El Foucault pendulum, demostrando la rotación de la Tierra. La longitud del cable del péndulo es de más de 18,30 m de largo.

- Cullen Hall of Gems & Minerals, con una gran exposición de más de 750 muestras de minerales cristalizados y gemas raras.

- Lester and Sue Smith Gem Vault, que muestran algunas de las gemas más exquisitas finamente cortadas en joyería.
- Farish Hall of Texas Wildlife expone animales y vida silvestre nativa de Texas. La sala tiene un muro de video que muestra las plantas, los animales y la topografía de las siete regiones bióticas del estado.
- Evelyn and Herbert Frensley Hall of African Wildlife, una exposición de animales disecados, incluyendo uno de los dos únicos okapis expuestos en América del Norte. Inaugurada en 1969, la sala permite a los visitantes explorar los siete biomas del continente africano. Contiene más de 120 especímenes, incluyendo 42 especies de aves y 28 especies de mamíferos en exposición.

- Strake Hall of Malacology, con muchos especímenes de moluscos.

- Morian Hall of Paleontology, una de las salas de paleontología más grandes de los Estados Unidos. Contiene más de 60 montajes de esqueletos principales, incluidos tres Tyrannosaurus rex, un Diplodocus y el esqueleto de Triceratops más completo jamás descubierto. También alberga una de las mayores colecciones de trilobites existente. Robert Bakker se desempeña como curador de paleontología.[12]
- John P. McGovern Hall of the Americas, mostrando artefactos arqueológicos precolombinos de más de 50 culturas.

- Welch Chemistry Hall, con paneles interactivos relacionadas con la química y una tabla periódica de los elementos con una muestra de cada elemento.

- Wiess Energy Hall, con paneles temáticos sobre energía, geología del petróleo y exploración de petróleo. Renovado y ampliado en 2017, la sala consta de 16 secciones, que incluyen una réplica en funcionamiento de una planta offshore de una plataforma de perforación en alta mar, un video de resolución de 15K que representa la historia de la energía, el «Geovator» (un viaje simulado en la roca bajo Houston y de regreso al Cretácico), la «Eagle Ford Shale Experience» (un viaje simulado al condado de Karnes, TX, para experimentar la fractura hidráulica de un pozo de petróleo desde el interior de la roca agrietada), «Energy City», (un modelo blanco a escala 1/150 que representa toda la cadena de valor de la energía cobrada vida a través del mapeo de proyección utilizando 32 proyectores láser), y «Renewable and Future Energy Sources».

- Hall of Ancient Egypt , inaugurada en mayo de 2013, tiene muchos artefactos de milenios de edad y recreaciones de templos y momias egipcias de esa antigua civilización primaria.

- Cockrell Sundial abrió en 1989 y es uno de los relojes de sol más grandes del mundo. Incluye lentes sobre una bola de cromo especial en la parte superior del gnomon para que al mediodía solar en los equinoccios y solsticios, la luz del sol brille a su través y arroje una imagen del Sol. Las grandes manchas solares se pueden ver sosteniendo una tarjeta blanca en la viga y moviéndola hasta que esté enfocada.
- Earth Forum, que se inauguró en 2002, es una exposición asistida por computadora y práctica que enseña acerca de la Tierra y sus procesos. El software "Earth Update" Archivado el 15 de octubre de 2018 en Wayback Machine. fue desarrollado por la Rice University con fondos de la NASA.[13]

## Instalaciones

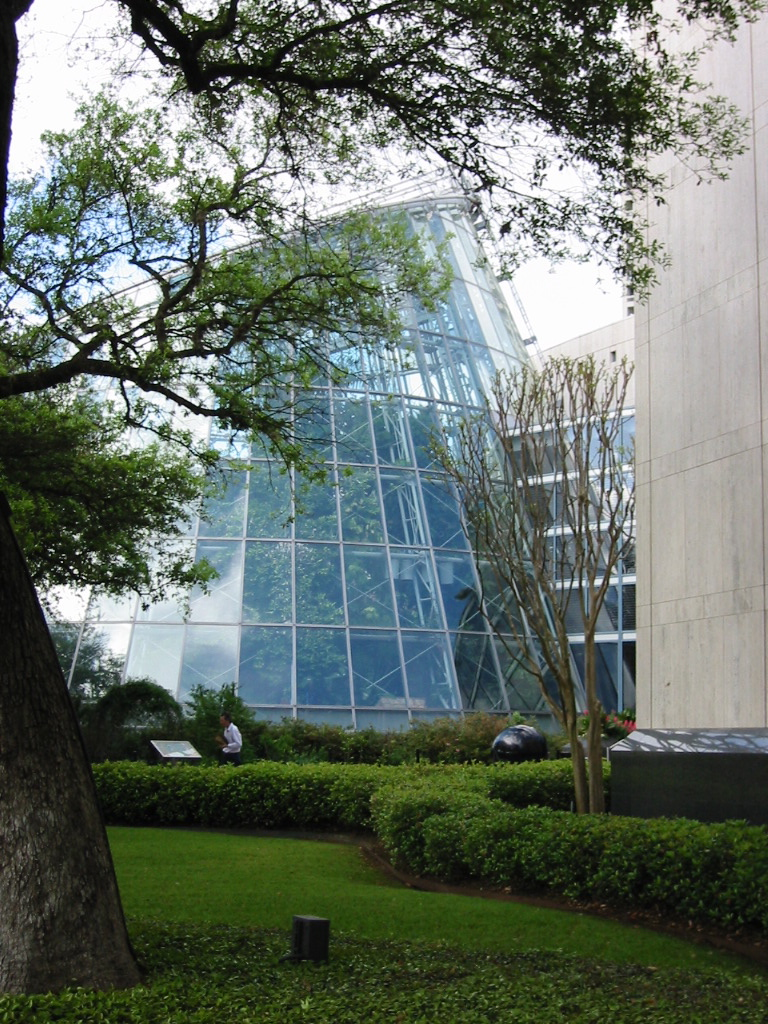
Cockrell Butterfly Center en el Houston Museum of Natural Science.

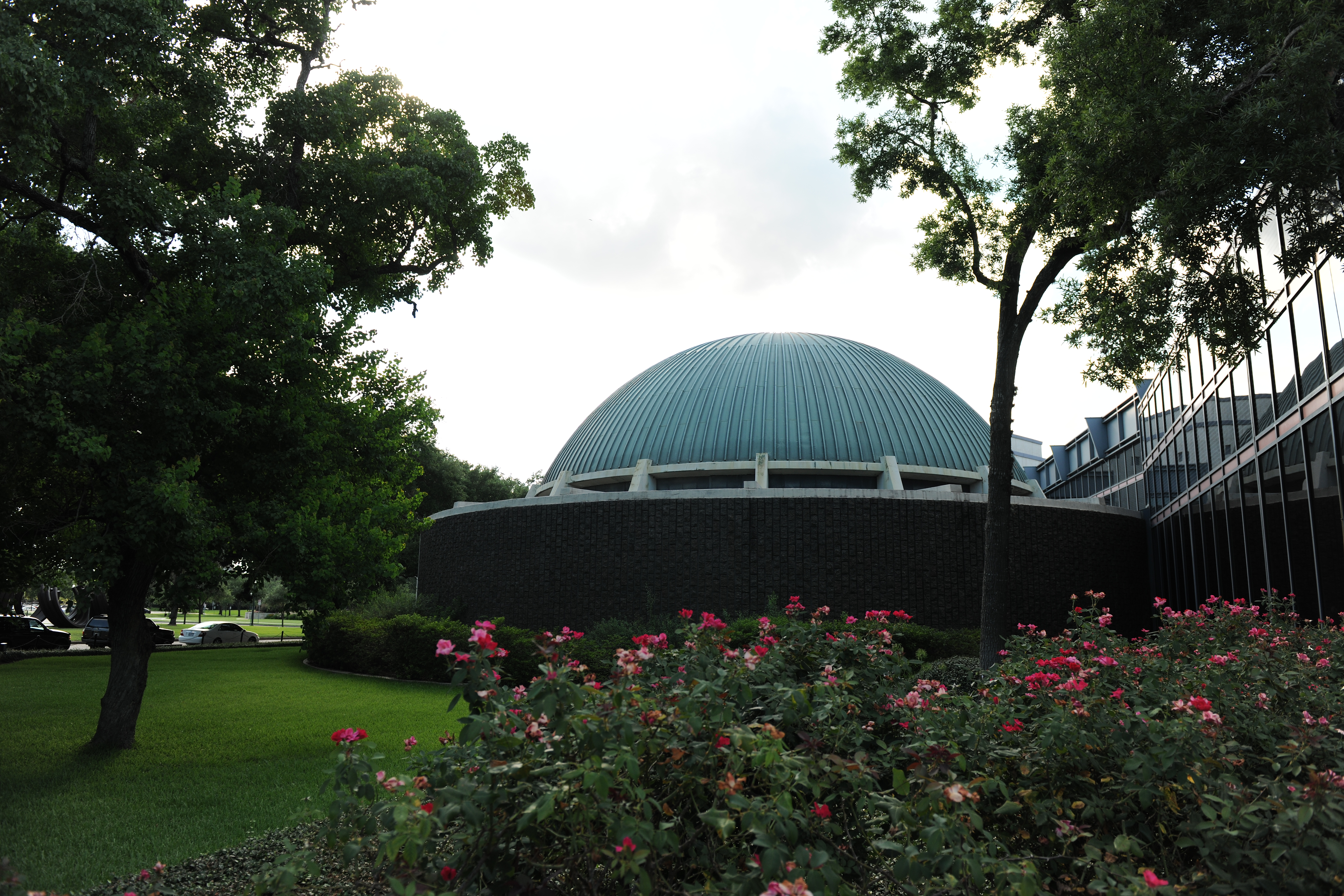
Exterior del Burke Baker Planetarium.

El museo tiene las siguientes instalaciones:
- el Burke Baker Planetarium, inaugurado en 1964, presenta una serie de espectáculos de ciencia y astronomía. El planetario está equipado con el proyector campo de estrellas SkySkan DigitalSky que puede simular estrellas, planetas, cometas, objetos nebulosos y otros efectos especiales. En 1998, se actualizó a vista completa, siendo el primero en los EE. UU. y el tercero en el mundo en tener capacidad de imagen digital para múltiples proyectores.[14] Esto le permite mostrar películas fulldome sobre ciencia espacial y también sobre ciencias de la tierra, ciencias de la vida y otros temas, muchos de los cuales fueron creados por el personal del HMNS.Un sistema de sonido estéreo digital también mejora los efectos especiales del planetario. Su programa de divulgación, "Discovery Dome", lleva la experiencia del planetario a la carretera, y llega a más de 40,000 estudiantes por año en aulas y eventos especiales en cúpulas digitales portátiles.[15] Es uno de los primeros planetarios de 8k en los Estados Unidos.[16]

- Cockrell Butterfly Center, un mariposario ubicado en el complejo del museo. Inaugurado en 1994, el centro se encuentra en un edificio de cristal de tres plantas lleno de plantas tropicales y mariposas. El centro muestra una gran variedad de mariposas vivas, incluyendo monarcas migratorias y sus primas tropicales. El Centro de Mariposas Cockrell se reabrió en mayo de 2007 después de una revisión para hacer que la exposición fuera más interactiva; ahora hay juegos para niños y un zoológico de insectos en vivo en el Brown Hall de Entomología.[17]
- Wortham Giant Screen Theatre, un teatro de 394 asientos que presenta varias películas educativas en 4K digital con tecnología 3D avanzada en su pantalla de 60x80 pies.[18]

- Observatorio George, un observatorio de astronomía equipado con tres telescopios de cúpula, que incluyen un telescopio de investigación Gueymard de 36 pulgadas (914,4 mm) y un telescopio solar. La instalación está ubicada al sur de Sugar Land, en el Parque Estatal Brazos Bend. El observatorio también alberga una parte del Challenger Learning Center for Space Science Education.[19]